# Haute-Sorne
Haute-Sorne ist eine am 1. Januar 2013 entstandene politische Gemeinde im schweizerischen Kanton Jura. Die Gemeindeverwaltung von Haute-Sorne befindet sich in Bassecourt. 

Historisches Luftbild, von vorne nach hinten: Glovelier, Bassecourt, Courfaivre (1953)

Sie wurde durch die Fusion der bis dahin selbständigen Gemeinden Bassecourt, Courfaivre, Glovelier, Soulce und Undervelier gebildet. Bei der Abstimmung am 5. Februar 2012 sprachen sich die Stimmbürger der genannten fünf von insgesamt sieben befragten Gemeinden für die Fusion aus; Boécourt und Saulcy lehnten eine Vereinigung ab.
Der Name Haute-Sorne ist vom Flüsschen Sorne abgeleitet, das durch die Region fliesst, und folgt dem Beispiel der auf den 1. Januar 2009 gegründeten Gemeinde Basse-Allaine im Bezirk Pruntrut. Haute-Sorne war schon zuvor als Name gut eingeführt; so führen ein Fussballclub aus der Region, die gemeinsame Sekundarschule, die Feuerwehr und die lokale Raiffeisenbank diese Ortsbezeichnung.